# 萊克羅伯茨 (新墨西哥州)
萊克羅伯茨（英語：Lake Roberts）是位於美國新墨西哥州格蘭特縣的普查規定居民點。

## 人口
根據2020年美國人口普查的數據，萊克羅伯茨的面積為0.73平方千米，皆為陸地。當地共有人口53人，而人口密度為每平方千米72.6人。